# Mario Côté
Pour les articles homonymes, voir Côté.
Vous pouvez aider à l'améliorer ou bien discuter des problèmes sur sa page de discussion.
- Il semble être autobiographique ou autocentré et avoir fait l'objet de modifications substantielles, soit par le principal intéressé, soit par une personne en lien étroit avec le sujet. Il peut être nécessaire de l'améliorer pour respecter le principe de neutralité de point de vue. (Marqué depuis juin 2022)

Vous pouvez aider à l'améliorer ou bien discuter des problèmes sur sa page de discussion.
- Cet article biographique nécessite des références supplémentaires pour assurer sa vérifiabilité. (Marqué depuis août 2015)
- Sa forme n’est pas encyclopédique et ressemble trop à un curriculum vitæ. Modifiez le texte pour aider à le transformer en article neutre. (Marqué depuis janvier 2016)

- Archive Wikiwix
- Bing
- Cairn
- DuckDuckGo
- E. Universalis
- Gallica
- Google
- G. Books
- G. News
- G. Scholar
- Persée
- Qwant
- (zh) Baidu
- (ru) Yandex
- (wd) trouver des œuvres sur Wikidata

Mario Côté, artiste peintre, réalisateur vidéo, est né en 1954 à Sayabec dans la province de Québec au Canada. Il a complété une maîtrise en arts-visuels et médiatique à l'Université du Québec à Montréal (UQAM). Il a enseigné à l’UQAM de 1989 à 2019. Il vit et travaille à Montréal.

## Biographie

### Peinture
De 1993 à 2000, un premier cycle d’œuvres picturales aborde la représentation schématisée de l’image électronique associée au cinéma expérimental russe et le cinéaste russe d’avant-garde Dziga Vertov (1896-1954). De 2002 à 2005, un deuxième cycle de tableaux transpose en peinture des montages d’ambiances sonores de lieux urbains extraits de montages audio-numériques. De 2008 à 2023, sa production est consacrée à la traduction picturale d’œuvres musicales, plus particulièrement celles du compositeur américain Morton Feldman (1926-1987). Plus récemment, entre 2017-2022, l’artiste se consacre à une « interprétation libre » de la partition graphique Atlantis de Feldman.

#### Principales expositions
En 2002, une première rétrospective, conduite par la commissaire invitée Nicole Gingras, est tenue au Musée d’art de Joliette. En 2010, deux expositions présentent la transposition complète de la pièce Palais de Mari (1986) de Morton Feldman à la Galerie Trois Points (Montréal) et à la Galerie d’art d’Outremont. En 2015, une seconde rétrospective, sous la direction du commissaire Patrice Loubier est présentée au Musée régional de Rimouski. L’exposition Table d'écoute, portait sur une transcription de Crippled Symmetry, autre partition de Feldman. La même année, il présente une transcription de la Sonate no 6 de Galina Oustvolskaïa.

### Œuvres vidéographiques
Avec la danseuse, chorégraphe, professeure et directrice artistique québécoise Jeanne Renaud (1928 - 2022), il réalise Blanc Noir ou Rien (2010), A Morte in braccio (2012) et brèves histoires de pierres muettes (2018). En 2023, il coréalise avec la chorégraphe Louise Bédard, Flood, Odalisca et La Femme ovale. Un deuxième cycle d’œuvres vidéo aborde la relation entre la lecture et l’écriture avec le philosophe et historien d’art Georges Didi-Huberman dans Écorces, récit-photo de Georges Didi-Huberman (2016). Avec l'écrivaine Marie-Line Laplante, il réalise Des Lois, Des Dialogues (2016), une relecture Des Lois de Platon. Avec le cinéaste et écrivain français Alain Fleischer il réalise À ciel ouvert (2011), La chambre qui attend, portrait d’Alain Fleischer écrivain (2008) et Sans terre ni mère d’après une proposition scénique de Jean Asselin et des Mimes Omnibus. Un troisième cycle  touche aux relations entre image et musique contemporaine avec Hozhro, cantate scénique de Michel Gonneville (2012). Sonate no 6 (Galina Oustvolskaïa) (2026). Récemment, Les Voix fantôme de Valentin Sylvestrov (2023), Et seul le roseau ruisselle à la lumière du jour de Alla Zagaykevych (2023), Sonate no 6 de la compositrice russe Galina Oustvolskaïa (2016).[réf. souhaitée]

### Recherche interdisciplinaire
Il est membre cofondateur et co-chercheur du Réseau de recherche-création en arts, cultures et technologies, Hexagram/UQAM. Il a collaboré avec plusieurs groupes de recherche universitaires financés par le Fonds québécois pour la recherche sur la société et la culture (FQRSC), dont le groupe Nouvelles formes narratives audio-vidéo numériques (2003) dirigé par Chantal duPont, L’Image manquante (2001) et Faktura (2005) tous deux dirigés par Monique Régimbald-Zeiber. En 2009, il met sur pied le groupe L’Audible et le Visible dans la notation graphique, l’image de la voix et les phonographies visuelles. Ce groupe de recherche a permis de créer l’équipe de recherche ARC_PHONO, archives sonores et phonographiques visuelles. ARC PHONO a répertorié numériquement les ambiances sonores d’espaces intérieurs en « voie de disparition » . ARC_DANSE vise à la re-création et à la re-médiatisation d’œuvres chorégraphiques moderne et contemporaine des artistes Jeanne Renaud et Françoise Sullivan, permettant ainsi de réactiver le patrimoine vivant de la danse québécoise.

### Filmographie (sélection)
Sans terre ni mère, 2004, coréalisation Alain Fleischer.
Les Mauvaises pensées, 2004-05, coréalisation Christine Marneffe.
Les Saisons Sullivan, 2007, coréalisation Françoise Sullivan.
Dédale, 2008, chorégraphie  Françoise Sullivan, danseuse Ginette Boutin.
La chambre qui attend, un portrait d’Alain Fleischer, écrivain, 2008.
Tableau 20, 2009, performance Andrée-Maude Côté.
Blanc Noir ou Rien, 2010.
À ciel ouvert, 2011.
Hozhro, cantate scénique de Michel Gonneville, 2012.
A Morte in braccio, 2012.
Fernand Leduc, la peinture et les mots, 2013.
Jeanne Renaud et Rose-Marie Arbour, Le Temps qui reste, 2015.
Black and Tan Fantasy/Répétition, 2015.
Sonate no 6 (Galina Oustvolskaïa), 2016, pianiste Jacques Drouin.
Écorces, récit-photo de Georges Didi-Huberman, 2016.
Des Lois Des Dialogues, 2016 .
L’Image-lumière, 2017.
brèves histoires de pierres muettes, 2018.
John Heward, Words and Silence, 2019.
Flood, 2021, chorégraphie Louise Bédard.
Odalisca, 2021, chorégraphie Louise Bédard.
La Femme Ovale, 2021, chorégraphie Louise Bédard.
Claude Gosselin, témoignage à bâtons rompus, 2023.
Les Voix fantôme de Valentin Sylvestrov, 2023.
Et seul le roseau ruisselle à la lumière du jour, Alla Zagaykevych, 2023.